# روبرت وير
روبرت وير هو سياسي كندي، ولد في 5 ديسمبر 1882 في كندا، وتوفي في 7 مارس 1939. حزبياً، نشط في حزب كندا المحافظ. وقد انتخب عضو مجلس العموم الكندي.